# Tennis als Jocs Olímpics d'estiu de 1900 - Dobles masculins
La competició de dobles masculins va ser una de les proves del programa de tennis als Jocs Olímpics de París de 1900. La competició es disputà entre el 6 i l'11 de juliol de 1900, amb la participació de 16 tennistes, repartits en 8 parelles, de 3 nacions.

## Medallistes
| Or                                | Plata                                              | Bronze                                                           |
| Lawrence Doherty Reginald Doherty | Equip mixt Max Décugis Basil Spalding de Garmendia | Georges de la Chapelle André Prévost Harold Mahony Arthur Norris |

## Classificació
| Posició | Nom                                     | País          |
| ------- | --------------------------------------- | ------------- |
| Or      | Lawrence Doherty Reginald Doherty       | Gran Bretanya |
| Plata   | Basil Spalding de Garmendia Max Décugis | Equip mixt    |
| Bronze  | Georges de la Chapelle André Prévost    | França        |
| Bronze  | Harold Mahony Arthur Norris             | Gran Bretanya |
| 5       | Étienne Durand Adrien Fauchier-Magnan   | França        |
| 5       | Charles Sands Archibald Warren          | Equip mixt    |
| 5       | Élie, Count de Lastours Guy Lejeune     | França        |
| 5       | Pierre Lebréton Paul Lecaron            | França        |

## Quadre
| Quarts de final | Quarts de final              | Quarts de final | Quarts de final | Quarts de final |  |  | Semifinals                   | Semifinals                   | Semifinals | Semifinals | Semifinals |  |  | Final | Final                        | Final | Final | Final |
|                 |                              |                 |                 |                 |  |  |                              |                              |            |            |            |  |  |       |                              |       |       |       |
|                 | G. de la Chapelle A. Prévost | 6               | 7               | 6               |  |  |                              |                              |            |            |            |  |  |       |                              |       |       |       |
|                 | É. de Lastours G. Lejeune    | 3               | 9               | 2               |  |  |                              | G. de la Chapelle A. Prévost | 2          | 4          |            |  |  |       |                              |       |       |       |
|                 | B.S. de Garmendia M. Décugis | 6               | 7               |                 |  |  | B.S. de Garmendia M. Décugis | 6                            | 6          |            |            |  |  |       |                              |       |       |       |
|                 | C. Sands A. Warden           | 3               | 5               |                 |  |  |                              |                              |            |            |            |  |  |       | B.S. de Garmendia M. Décugis | 1     | 1     | 0     |
|                 | L. Doherty R. Doherty        | 6               | 6               |                 |  |  |                              |                              |            |            |            |  |  |       | L. Doherty R. Doherty        | 6     | 6     | 6     |
|                 | P. Lebréton P. Lecaron       | 2               | 3               |                 |  |  |                              | L. Doherty R. Doherty        | 6          | 6          | 6          |  |  |       |                              |       |       |       |
|                 | H. Mahony A. Norris          | 6               | 6               | 6               |  |  | H. Mahony A. Norris          | 1                            | 4          | 1          |            |  |  |       |                              |       |       |       |
|                 | E. Durand A. Fauchier-Magnan | 8               | 1               | 3               |  |  |                              |                              |            |            |            |  |  |       |                              |       |       |       |